# Brandon Mychal Smith

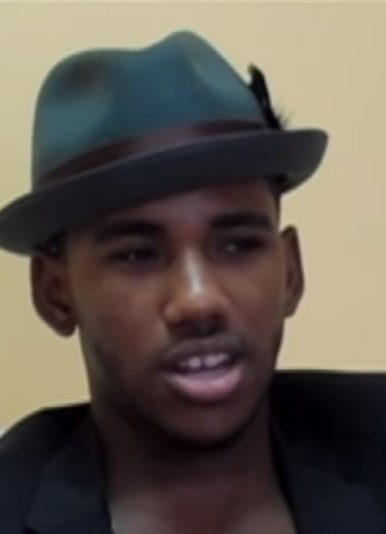
Brandon Mychal Smith (2012)

Brandon Mychal Smith (* 29. Mai 1989 in Long Island) ist ein US-amerikanischer Schauspieler, Komiker und Rapper. Er wurde durch die Serien Phil aus der Zukunft, Sonny Munroe und dem Fernsehfilm StarStruck – Der Star, der mich liebte einem größeren Publikum bekannt.

## Karriere
Brandon Smith begann im Alter von acht Jahren mit der Schauspielerei, seinen ersten Filmauftritt hatte er 1999 in einer kleinen Rolle in Eine wie keine. Später wirkte er in einem Werbespot für den Sportartikelhersteller Nike an der Seite von Tiger Woods mit.
Neben einer wiederkehrenden Rolle als Mario in Unfabulous wurde er für die Hauptrollen in den US-Serien Phil aus der Zukunft und Sonny Munroe besetzt. Des Weiteren agierte er in dem 2010 ausgestrahlten Disney-Channel-Movie StarStruck – Der Star, der mich liebte mit, wo er ebenfalls das Titellied sang. Smith gewann den Family Television Award und den Young Artist Award 2007 für seine Rolle als Tayshawn in dem Fernsehfilm The Ron Clark Story, basierend auf der Lebensgeschichte des Lehrers Ron Clark. 
In den deutschsprachigen Synchronfassungen wurde er bereits mehrfach von David Turba gesprochen.

## Filmografie (Auswahl)
- 1999: Eine wie keine (She’s All That)
- 2003: Grind – Sex, Boards & Rock’n’Roll (Grind)
- 2004–2007: Unfabulous (Fernsehserie, 9 Folgen)
- 2005–2006: Phil aus der Zukunft (Phil of the Future, Fernsehserie, 10 Folgen)
- 2006: The Ron Clark Story (Fernsehfilm)
- 2007: Spiel auf Bewährung (Gridiron Gang)
- 2009–2011: Sonny Munroe (Sonny with a Chance, Fernsehserie, 46 Folgen)
- 2010: StarStruck – Der Star, der mich liebte (Starstruck, Fernsehfilm)
- 2010: Elle: Sing für Deinen Traum (Elle: A Modern Cinderella Tale, Fernsehfilm)
- 2011–2012: So ein Zufall! (So Random!, Fernsehserie, 26 Folgen)
- 2012: Let It Shine – Zeig, was Du kannst! (Let It Shine, Fernsehfilm)
- 2013: Mother – Sie schlägt zurück (Social Nightmare, Fernsehfilm)
- 2014–2019: You’re the Worst (Fernsehserie, 21 Folgen)
- 2015: One Big Happy (Fernsehserie, 9 Folgen)
- 2016: Dirty Grandpa
- 2017: Amerikas meistgehasste Frau (The Most Hated Woman in America)
- 2019: Four Weddings and a Funeral (Fernsehserie, 10 Folgen)
- 2022: Rise of the Teenage Mutant Ninja Turtles: The Movie (Stimme)
- 2023: Sick Girl – Lügen haben kurze Beine (Sick Girl)